# Понпеи (аэропорт)
Международный аэропорт Понпеи (IATA: PNI, ICAO: PTPN) — аэропорт, расположенный на острове Понпеи (ранее Понапе), главном острове штата Понпеи (Федеративные Штаты Микронезии). Он находится недалеко от столицы государства. Расширение аэропорта началось в 2009 году, и предполагалось, что оно будет завершено в 2011 году. Японское правительство согласилось выделить около 29 млн долл. США на весь проект. Проект включает в себя расширение взлетно-посадочной полосы на 228 м и улучшение оборудования терминала и перрона.

## Авиакомпании и направления
Коммерческое воздушное сообщение острова ограничено небольшим количеством населения и туристического потока. Единственными текущими регулярными пассажирскими рейсами для Понпеи являются рейсы United Airlines (ранее Continental Micronezia) Island Hopper, выполняемые на реактивных лайнерах Boeing 737-800 между Гуамом и Гонолулу (три раза в неделю в каждом направлении), рейсы Гуам-Чуук-Понпеи и рейс в Порт-Морсби на Air Niugini. Также Caroline Islands Air осуществляет чартерные рейсы по всему региону.